# Saint-Léger-lès-Paray
Saint-Léger-lès-Paray è un comune francese di 636 abitanti situato nel dipartimento della Saona e Loira nella regione della Borgogna-Franca Contea.

## Società

### Evoluzione demografica
Abitanti censiti